# Villa Sainte-Croix
La villa Sainte-Croix est une voie privée du 17e arrondissement de Paris, en France.

## Situation et accès
La Villa Sainte-Croix est une voie privée située dans le 17e arrondissement de Paris, en France. Elle débute au 34, rue de La Jonquière et se termine en impasse. Cette voie porte le nom d'un ancien dispensaire et hôpital de la Croix-Rouge qui se trouvait aux nos 10-12. Elle était connue sous le nom d'« impasse Barnier » au début du XXe siècle avant de prendre son nom actuel en 1994

## Origine du nom

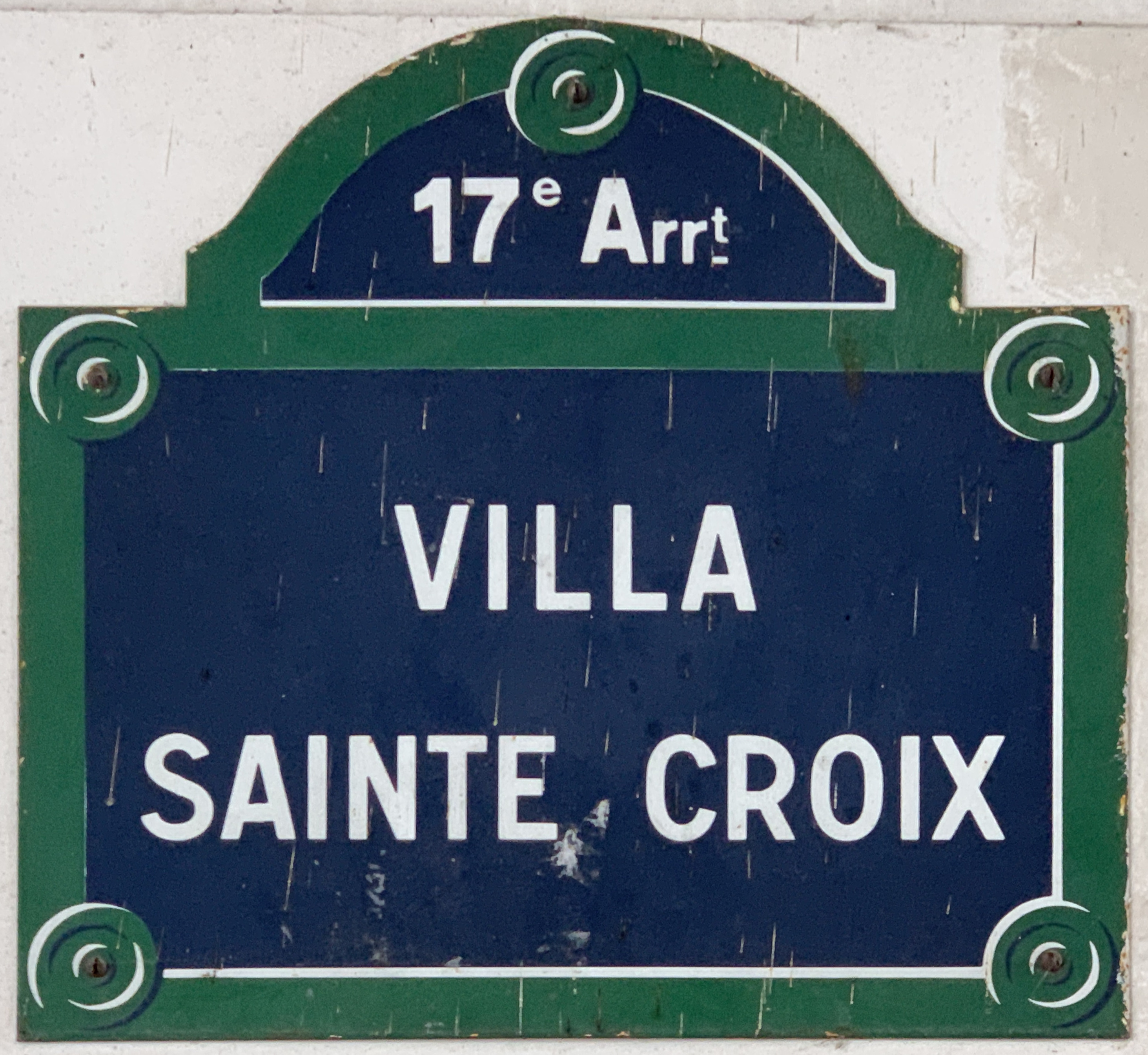
Plaque de la voie.

Elle porte le nom d'un ancien dispensaire et hôpital de la Croix-Rouge qui se trouvait aux nos 10-12.

## Historique
La villa Sainte-Croix est connue sous le nom d'« impasse Barnier » au début du XXe siècle et ouverte à la circulation publique par un arrêté du 23 juin 1959.
La voie est re-créée dans le cadre de l'aménagement du secteur Leclaire-Jonquière sous le nom provisoire de « voie C/17 » et prend sa dénomination actuelle par arrêté municipal du 20 septembre 1994.